# Toyota Allion
O Allion  é um modelo de automóvel da Toyota.
Algumas versões foram equipadas com transmissão continuamente variável (Câmbio CVT).

## Galeria
- Primeira geração (2001-2007)
- Segunda geração (2007-presente)